# Larri Passos
Larri Passos  (* 30. Dezember 1957 in Rolante, Rio Grande do Sul) ist ein ehemaliger brasilianischer Tennisspieler. Er war Trainer von Gustavo Kuerten und Tamira Paszek.
Passos begann in Novo Hamburgo mit dem Tennisspielen, erkannte aber früh, dass seine Fähigkeiten als Trainer größer waren. Schon als Jugendlicher gab er Tennisunterricht und war ab 1975 zuständig für die Tennisschule der Sociedade Aliança de Novo Hamburgo.
1990 traf Passos den damals 14-jährigen Gustavo Kuerten. Er überzeugte dessen Familie vom Talent und den Zukunftschancen des jungen Gustavo und begann ihn zu trainieren. In den folgenden 15 Jahren feierte Kuerten 20 Turniersiege im Einzel und gewann 8 Doppeltitel. 2005 gingen Kuerten und Passos getrennte Wege, aber seit Anfang 2006 ist Larri Passos wieder Trainer von Kuerten.
| Personendaten    | Personendaten                              |
| ---------------- | ------------------------------------------ |
| NAME             | Passos, Larri                              |
| KURZBESCHREIBUNG | brasilianischer Tennisspieler und -trainer |
| GEBURTSDATUM     | 30. Dezember 1957                          |
| GEBURTSORT       | Rolante, Rio Grande do Sul, Brasilien      |